# 중화민국 국립 시난 연합대학
국민정부 중화민국 국립 시난 연합대학교(國民政府 中華民國 國立 西南聯合大學校)는 국민정부 시대 중화민국 윈난 성 쿤밍의 국립 대학교였다.
원래 이 학교는 1938년 4월 2일을 기하여 첫 개교되었으며 1946년 5월 4일을 기하여 폐교되었다. 참고로 이 학교의 후신급 학교로는 윈난사범 대학교, 칭화 대학교, 베이징 대학교, 난카이 대학교, 난징 대학교, 윈난 대학교 등이 있다.

## 같이 보기
- 중국 교육의 역사